# کوکاتپاله
شهر کوکاتپاله (به انگلیسی: Kukatpalle) با جمعیت ۴۰۳٫۲۳۶ نفر در ایالت آندرا پرادش در کشور هند واقع شده‌است.

## نگارخانه

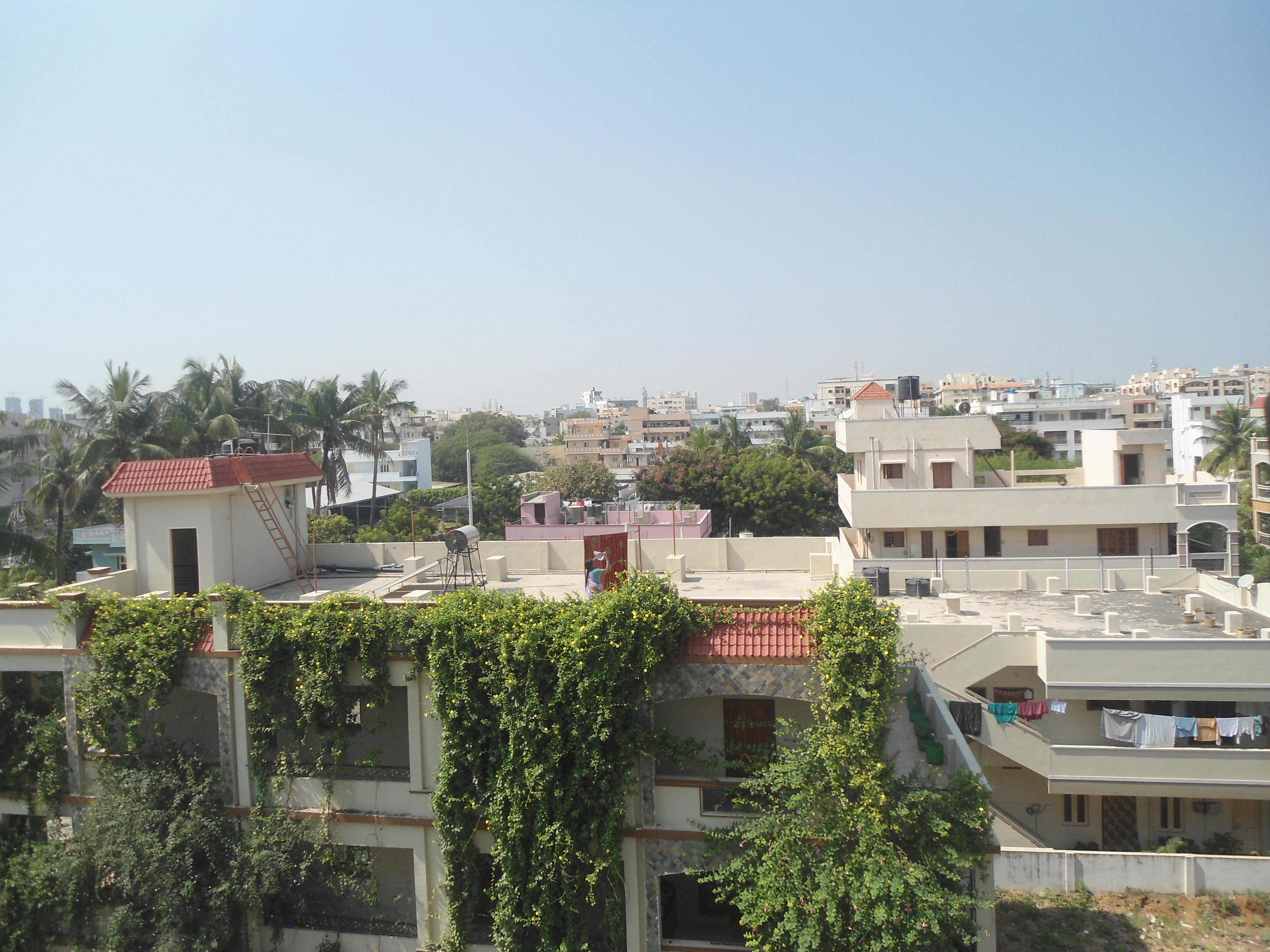
نمایی از کوکاتپاله در حیدرآباد
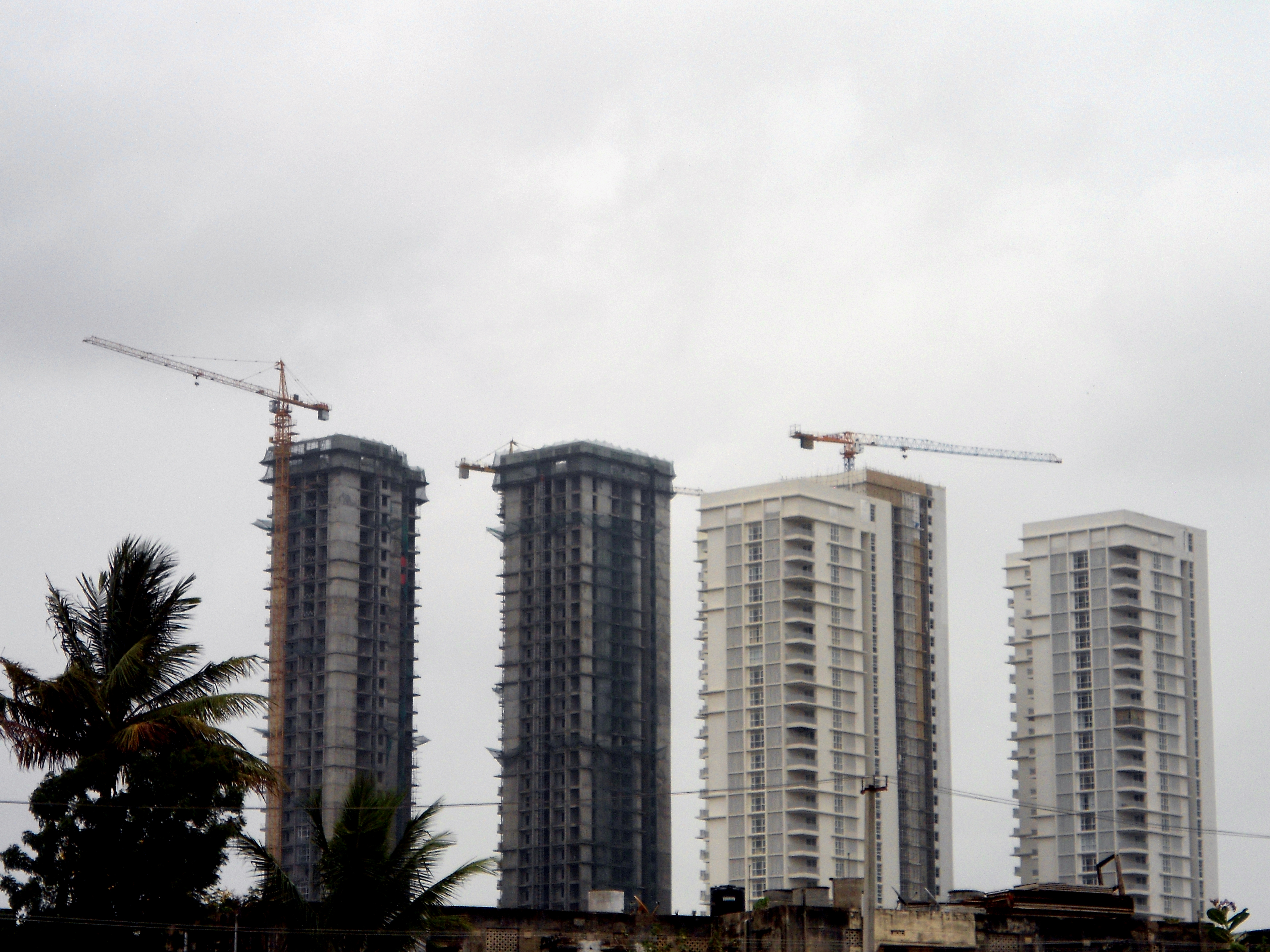
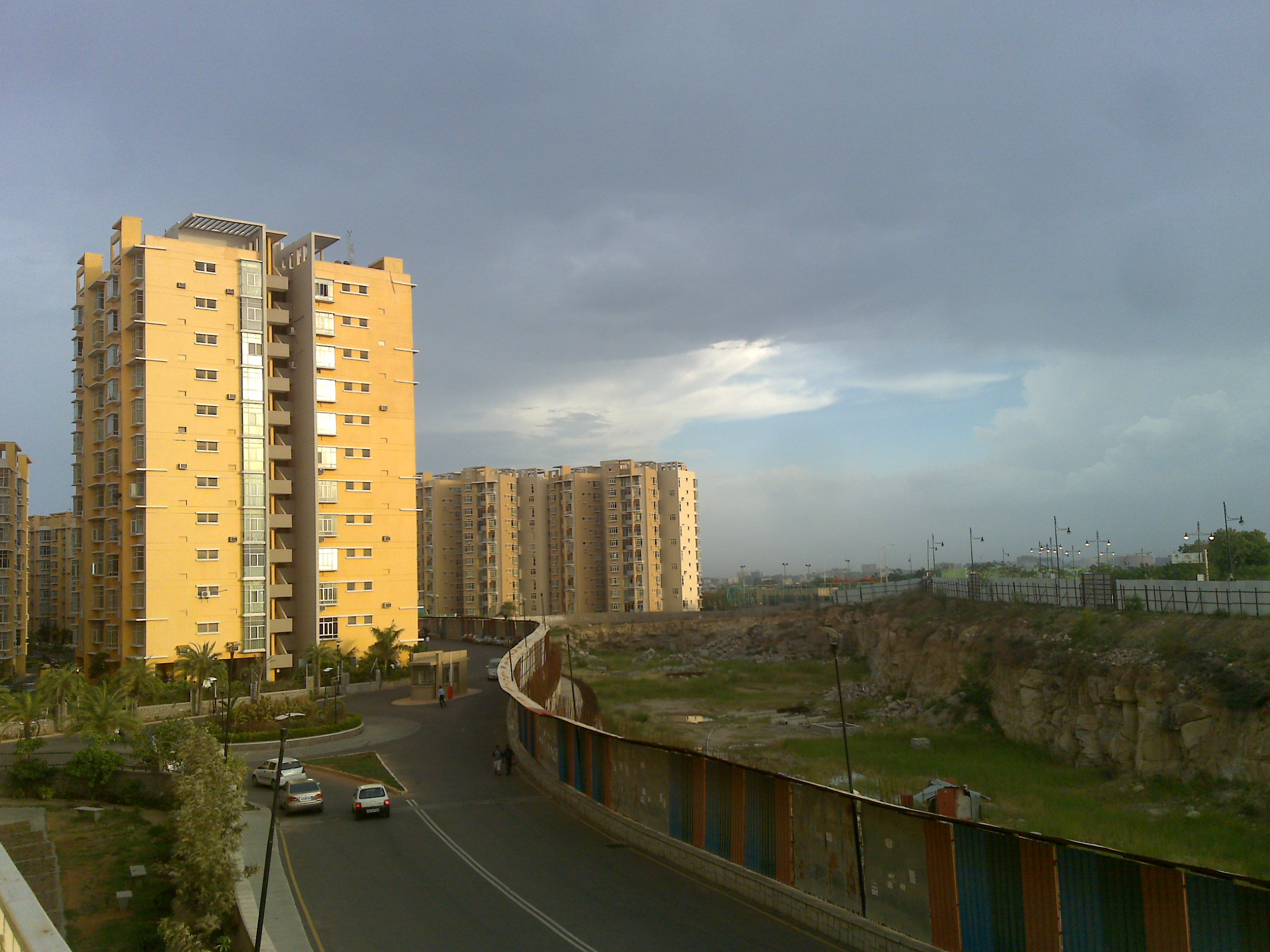
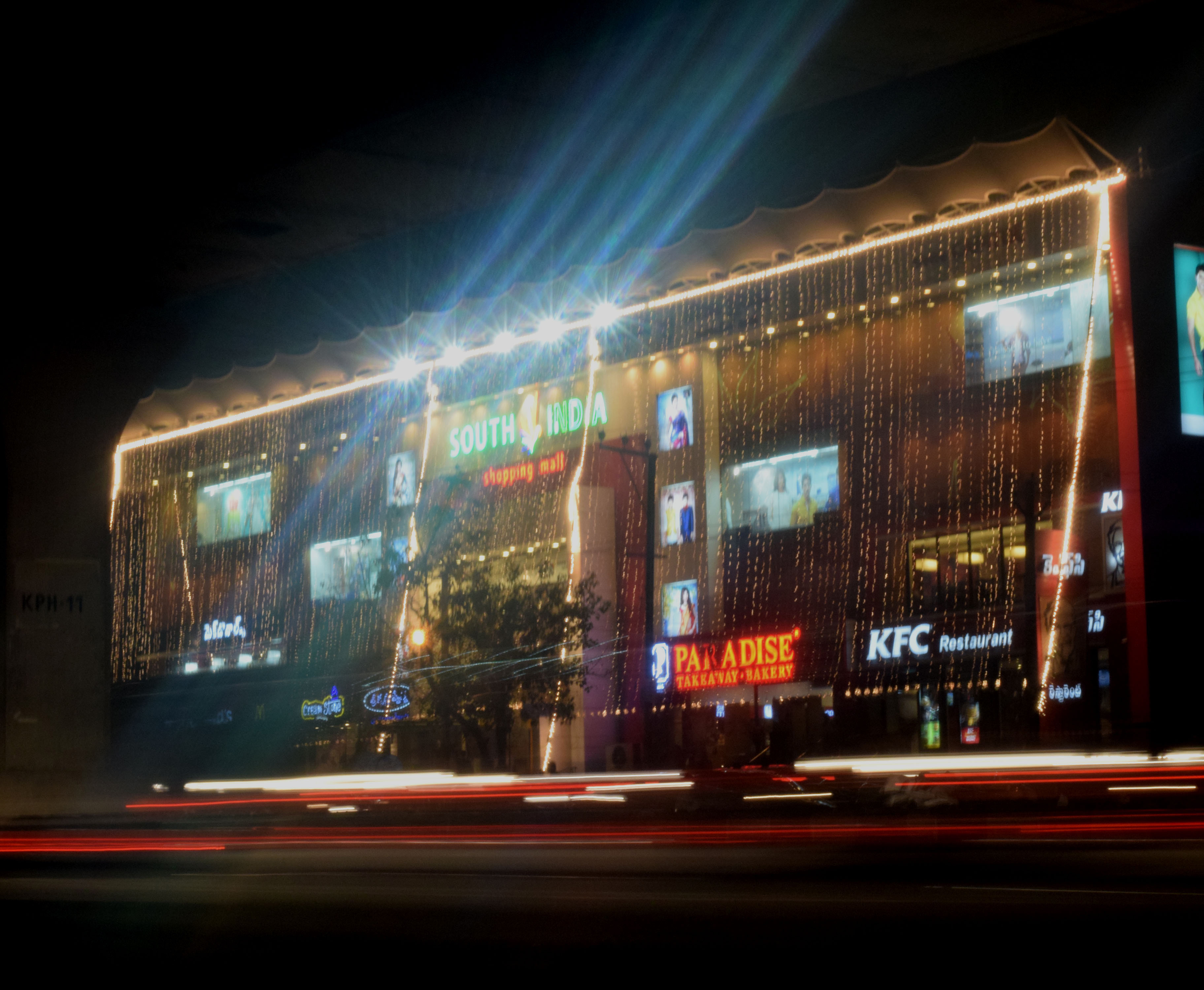
مرکز خرید هند جنوبی